# Thomas Sternhold
Thomas Sternhold (* um 1500 in Gloucestershire; † 1549 ebenda) war ein englischer Schriftsteller.
Sternholds englische Wiedergabe der Psalmen, kurz vor seinem Tod veröffentlicht, war sehr beliebt. Sie beeinflusste die Entwicklung der Hymnen. Sternhold diente am Hof des englischen Königs Heinrich VIII. und war Parlamentsmitglied.